# Maria-Pia Kothbauer
La princesse du Liechtenstein Maria-Pia Ludovika Ulrika Elisabeth Paschaline Katharina Ignazia Lucia Johanna Josefa Kothbauer (née le 6 août 1960) est l'ambassadrice extraordinaire et plénipotentiaire du Liechtenstein en Autriche et en République tchèque, anciennement également en Belgique et dans l'Union européenne. Elle est également représentante permanente du Liechtenstein auprès de l'Organisation pour la sécurité et la coopération en Europe et auprès des Nations unies.

## Biographie
Elle naît à Vienne sous le nom officiel Princesse Maria-Pia du Liechtenstein. Kothbauer est le cinquième enfant et la deuxième fille du prince Karl-Alfred de Liechtenstein et de l'archiduchesse Agnès-Christine de Habsbourg-Toscane. Membre de la famille princière du Liechtenstein, elle est une cousine germaine du prince Hans-Adam II,.
Kothbauer est diplômée de la Schule der Dominikanerinnen, dirigée par des religieuses dominicaines, à Vienne en 1978. Elle obtient ensuite une maîtrise en sciences politiques à l’université de Columbia,.
De 1984 à 1986, elle travaille pour le Haut Commissariat des Nations Unies pour les réfugiés, puis de 1987 à 1988 pour le ministère des Affaires étrangères de Caritas à Vienne. En 1989, elle entre au service diplomatique de la Principauté de Liechtenstein, commençant par travailler pour l'ambassade du Liechtenstein à Vienne en 1990. De 1993 à 1996, elle est ambassadrice du Liechtenstein en Belgique et auprès de l'Union européenne,.
Le 4 août 1995, elle épouse Max Kothbauer, à l'époque vice-président de la Credit Anstalt-Bankverein et plus tard vice-président de la Banque nationale d'Autriche. Après son mariage, son titre devient « Son Altesse Sérénissime Maria-Pia Kothbauer, princesse de Liechtenstein »,.
En août 1996, elle devient représentante permanente de la Principauté de Liechtenstein à Vienne, ainsi qu'ambassadrice et chef de délégation auprès de l'Organisation pour la sécurité et la coopération en Europe (OSCE), dont elle est l'ambassadrice la plus ancienne,.
Son fils Hieronymus naît le 26 janvier 1997,.
En décembre de la même année, Kothbauer endosse la fonction d'ambassadrice extraordinaire et plénipotentiaire du Liechtenstein en Autriche. En juillet 2000, elle devient représentante permanente du Liechtenstein auprès des Nations unies,. En avril 2011, elle devient ambassadrice extraordinaire et plénipotentiaire du Liechtenstein en République tchèque. Elle vit à Vienne.

## Galerie

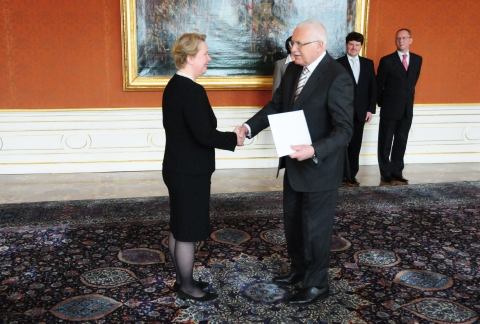
Kothbauer présentant ses lettres de créance à Václav Klaus, président de la République tchèque
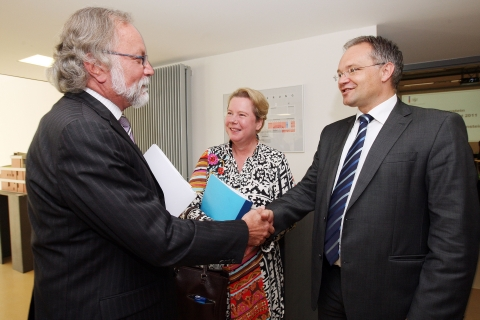
Kothbauer avec Michael Reiterer et Klaus Tschütscher en 2011
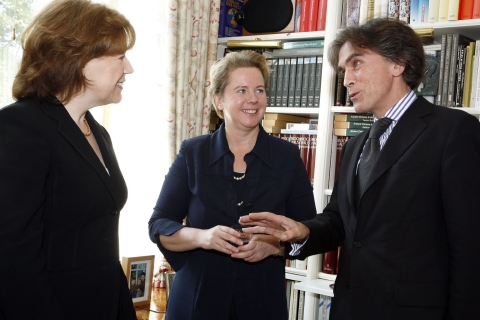
Kothbauer avec Rita Kieber-Beck et Emil Brix en 2006
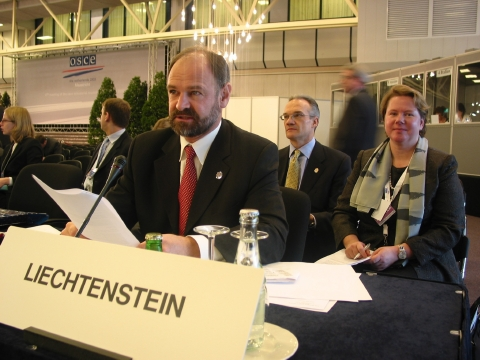
Kothbauer et Ernst Walch en décembre 2002